# Mezőnyfölény
A mezőnyfölény (németül Feldüberlegenheit) egy sportnyelvi kifejezés, amelyet labdajátékokban, a pályán egymással szemben küzdő csapatokkal kapcsolatban használnak. (Röplabdában a kifejezést nem használják, mivel ott a csapatok térfelét háló választja el egymástól.)

## A szó eredete
Az összetett szó első tagja, a mezőny ebben az esetben a pályára vonatkozik (a mezőny szónak sportnyelvben használt másik jelentésével szemben, amely szerint a mezőny a konkrét versenyben induló versenyzők vagy csapatok összességét jelenti).

## A szó használata
A sportnyelvben a mezőnyfölény szót a játék képének jellemzésére használják: az a csapat játszik mezőnyfölényben, amely a játék összképe szempontjából fölényben van. Gyakran szembeállítják az eredményességgel, azaz meddő mezőfölényről beszélnek, ha nem párosul elért gólokkal, illetve győzelemmel.